# Duzey
 Duzey  là một xã thuộc tỉnh Meuse trong vùng Grand Est đông nam nước Pháp. Xã này nằm ở khu vực có độ cao trung bình 222 mét trên mực nước biển.
Thị trấn nằm ở tả ngạn của sông Othain, sông chảy theo hướng tây bắc qua phần đông bắc thị trấn.